# Route nationale 80 (Belgique)
Pour les articles homonymes, voir Route nationale 80.
La route nationale 80 est une route nationale belge longue d'environ 66 km reliant Namur à Hasselt en passant par les provinces de Namur, Liège et Limbourg.